# Jelena Belova
Jelena Belova, född den 28 juli 1947 i Sovetskaja Gavan, Ryssland, är en sovjetisk fäktare som tog OS-silver i damernas lagtävling i florett i samband med de olympiska fäktningstävlingarna 1980 i Moskva.